# Maria Madalena de Martel Patrício

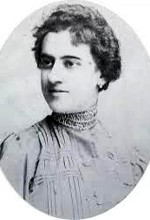
Maria Madalena Martel Patrício (1883 - 1947)

Maria Madalena Valdez Trigueiros de Martel Patrício (Lisbona, 19 aprile 1884 – Lisbona, 3 novembre 1947) è stata una scrittrice e poetessa portoghese, la prima donna portoghese candidata al Premio Nobel per la letteratura.

## Biografia
Maria Madalena de Martel Patrício nacque a Lisbona il 19 aprile 1884, terzogenita di João Campelo Trigueiros Martel e Maria Henriqueta Mascarenhas Godinho Valdez, una famiglia aristocratica di Pombal. La madre era figlia di Manuel Godinho Travassos Valdez (c. 1810), nobile cavaliere della Casa Reale, mentre il padre era un proprietario terriero.
Lo zio paterno, José Campelo Trigueiros Martel (1852-1888), laureato in giurisprudenza, visse parte della sua giovinezza a Parigi, dove conobbe la sua futura moglie, e fece parte dell'élite di giornalisti e intellettuali repubblicani che fondarono il giornale O Século alla fine degli anni ottanta dell'Ottocento.
Giovanissima, Maria Madalena sposò Francisco Ribas Patrício (1869-1960), giudice della Corte d'appello di Lisbona, con cui nel luglio 1901, all'età di diciassette anni, ebbe un figlio, Francisco José Valdez Trigueiros de Martel Patrício.
Nel 1915 pubblicò il suo primo volume di poesie, scritto in francese, Le Livre du Passé Mort, seguito nel corso di trent'anni da circa trenta opere, tra poesie, romanzi e saggi, molte delle quali scritte sotto lo pseudonimo di Maria Madalena. Nel 1922 collaborò al primo numero della rivista Contemporanea con il racconto Baile do Monte, e in seguito alla serie Mulheres Portuguesas del quotidiano Diário de Notícias.
Nel 1935 pubblicò un libro autobiografico sulla sua infanzia, Quando eu era pequenina..., diviso in quattro capitoli, ciascuno corrispondente ad una stagione dell'anno, in cui, tra altri ricordi, raccontò dello zio José Trigueiros de Martel, morto precocemente all'età di 36 anni. Noto come repubblicano e mecenate, egli aveva destinato la dependance sita sul retro della sua casa di Lisbona, denominata Pátio do Martel e attualmente nota come Vila Martel, a “dimora di rifugio e lavoro per pittori e scultori”; fu il primo studio di artisti a Lisbona e vi lavorarono i nomi più noti del tempo, come Columbano Bordalo Pinheiro, José Malhoa e Eduardo Viana.
In quello stesso anno, Maria Madalena, insieme al marito, divenne proprietaria della Quinta da Francelha de Cima, un podere agricolo con una casa nobiliare settecentesca, alla periferia di Lisbona, in seguito dichiarata monumento nazionale.
La sua privilegiata condizione sociale le permise di entrare in contatto con figure di spicco della cultura portoghese e internazionale, come la scrittrice e saggista Maria Amália Vaz de Carvalho, prima donna ad aderire all'Accademia delle Scienze di Lisbona, il giornalista e scrittore Júlio de Castilho, lo scrittore e drammaturgo francese François Charles Mauriac, vincitore del premio Nobel nel 1952 e la scrittrice svedese Selma Lagerlöf, vincitrice del Premio Nobel per la letteratura nel 1909.
Martel Patrício fece parte dell'Istituto Coimbra, dell'Associazione degli archeologi portoghesi e della Société des Gens de Lettres de France. Collaborò con diverse riviste e giornali; nel quotidiano O Comércio do Porto tenne una sezione, Mulheres e crianças, dedicata alle donne e ai bambini.
Morì il 3 novembre 1947. Il suo nome compare nella toponomastica della città di Pombal.

### Candidatura al Premio Nobel per la letteratura
Nel 1934 fu la prima donna portoghese ad essere nominata per il Premio Nobel per la letteratura che in quell'anno andò a Luigi Pirandello. Divenne anche la seconda portoghese più nominata, un totale di quattordici volte nel corso di tredici anni, tra il 1934 e il 1947, una volta in meno del poeta António Correia de Oliveira che ne ottenne il maggior numero. Alcune di queste candidature vennero proposte da Bento Carqueja, fondatore del quotidiano O Século e membro dell'Accademia delle Scienze e da António Baião, anch'egli membro dell'Accademia e primo direttore dell'Archivio Nazionale Torro do Tombo.

## Opere (selezione)
- O Livro do Passado Morto (1915)
- Impressões de Arte e de Tristeza (1915)
- Sombras na Estrada (1920)
- Poemas da Côr e do Silêncio (1922)
- Os Sete Demónios (1926)
- Princesses du Portugal: souveraines de Flandres, 1430-1930 (1930)
- Sagradas pedras (1930)
- O Espírito das Eras (1931)
- Quando Eu Era Pequenina... (1935)
- Rosário da Vida (1935)
- O Espírito Medieval (1937)
- A nossa Amiga Lisboa (1944)